# بطولة العالم لكرة اليد للسيدات 1971
بطولة العالم لكرة اليد للسيدات 1971 أقيمت في هولندا من 11 ديسمبر إلى 19 ديسمبر. بمشاركة 9 فرق. فاز بالبطولة منتخب ألمانيا الغربية لكرة اليد للسيدات. لعبت خلال البطولة 21 مباراة سجل خلالها 413 هدفا.

## الترتيب
| # | الفريق          |
| - | --------------- |
| 1 | ألمانيا الشرقية |
| 2 | يوغوسلافيا      |
| 3 | المجر           |
| 4 | رومانيا         |
| 5 | ألمانيا الغربية |
| 6 | الدنمارك        |
| 7 | النرويج         |
| 8 | هولندا          |
| 9 | اليابان         |